# Túp lều bác Tom
Túp lều bác Tom (nguyên tác: Uncle Tom's Cabin; or, Life Among the Lowly) là một tiểu thuyết chống chế độ nô lệ tại Hoa Kỳ của nhà văn Harriet Beecher Stowe người Mỹ. Được xuất bản vào năm 1852, cuốn tiểu thuyết đã có ảnh hưởng sâu sắc đến quan điểm đối với những người Mỹ gốc Phi và tình cảnh nô lệ ở Hoa Kỳ, làm tăng thêm sự xung đột giữa các tầng lớp dẫn đến Nội chiến Hoa Kỳ, theo Will Kaufman.
Nhà văn Stowe là một người hoạt động chống lại sự nô lệ, đã làm nổi bật trong tiểu thuyết của mình nhân vật bác Tom, một nô lệ da đen phải lìa bỏ vợ con, bị bán từ nơi này sang nơi khác, bị đánh đập tàn nhẫn. Tiểu thuyết mô tả sự độc ác, tàn bạo có thật của sự nô lệ, đồng thời cũng khẳng định tình yêu thương có thể vượt qua mọi thứ để chiến thắng, lật đổ sự nô dịch hoá trong xã hội loài người.
Túp lều bác Tom là một cuốn tiểu thuyết bán chạy nhất trong thế kỷ 19, trong tuần đầu tiên 5.000 bản đã được bán sạch  (và cũng là quyển sách bán chạy thứ hai trong thế kỷ đó, sau Kinh Thánh) và được tin là động lực cho cuộc đấu tranh bãi nô. Trong năm đầu tiên sau khi xuất bản, 300.000 bản được bán hết chỉ tính riêng ở Hoa Kỳ mặc dù cuốn tiểu thuyết bị cấm tại các bang miền Nam nước này. Cuốn sách quan trọng đến mức, khi Tổng thống Abraham Lincoln gặp Stowe vào năm 1862 đã chào mừng bà bằng câu nói nổi tiếng: "Hóa ra bà chính là người phụ nữ nhỏ bé đã viết cuốn sách làm bùng lên cuộc chiến tranh vĩ đại".

## Nội dung
Túp lều bác Tom kể về cuộc đời thống khổ của một người nô lệ da đen là bác Tom với chuỗi ngày đen tối, đầy tủi nhục. Bác phải lìa bỏ vợ con, bị bán từ nơi này sang nơi khác, bị đánh đập tàn nhẫn. Cuối cùng do bảo vệ nhân phẩm của mình, bác bị đánh chết trong đồn điền trồng bông khủng khiếp ở miền Nam nước Mỹ, đây cũng là nơi chôn vùi bao cuộc đời lầm than như cuộc đời bác. Tác phẩm cũng kể về số phận của Eliza cùng đứa con bỏ trốn.

## Ý nghĩa
Túp lều bác Tom ca ngợi những người nô lệ da đen là những người trung thực, biết tôn trọng phẩm giá con người như bác Tom, những người mẹ dũng cảm như Eliza, những thanh niên cương nghị, tha thiết với tự do như George. Đồng thời tác phẩm cũng lên án đanh thép chế độ nô lệ với những chủ nô lệ, các tay sai, các con buôn vô cùng tàn bạo. Lên án Pháp luật nước Mỹ khi đó đã bênh vực chế độ nô lệ, cho phép đánh đập xiềng xích, giết chết những người da đen vô tội và trừng trị những ai che chở người nô lệ. Với tác phẩm của mình, nhà văn đã đóng góp một phần vào công cuộc giải phóng nô lệ ở nước Mỹ, tố cáo thống thiết chế độ vô nhân đạo, khích lệ những người Mỹ có lương tâm đấu tranh để tiêu diệt nó.